# Ian Cullen
George Ian Cullen (* 20. Oktober 1939 in West Boldon, County Durham, England; † 12. November 2019 in Surrey Heath, Surrey, England) war ein britischer Theater- und Filmschauspieler, Drehbuchautor und Synchronsprecher. Eine breite nationale Bekanntheit erhielt er durch die Fernsehserien Emergency-Ward 10, Task Force Police und Family Affairs. Daneben trat er als Episodendarsteller in mehreren britischen Fernsehserien auf. Mit der Jahrtausendwende lag sein Fokus auf Besetzungen in Kurz- und Spielfilmen.

## Leben
Cullen trat bereits mit vier Jahren auf örtlichen Bühnen als Pantomime auf. Als Theaterdarsteller war er in acht West-End-Produktionen aktiv und zwei Jahren bei der Royal Shakespeare Company. Er gewann 2003 Kritiken für seinen Auftritt als Jay in Road to the Sea im Orange Tree Theatre auf. Er leitete die Surrey Heath Youth Actors Company. 2008 gewann er einen Gold Award für seine Erzählung des abendfüllenden Dokumentarfilms The Destiny of Britain.
Er debütierte Anfang der 1960er als Filmschauspieler in einer Episode der Fernsehserie The Haunted House. 1963 stellte er in elf Episoden die Rolle des David Balfour in der Mini-Serie Kidnapped dar. In Doctor Who war er 1964 in vier Episoden als Ixta zu sehen. 1967 war er in der Fernsehserie Emergency-Ward 10 in insgesamt 55 Episoden in der Rolle der Warren Kent zu sehen. Von 1969 bis 1975 stellte er die Rolle des Det. Con. Skinner in 220 Episoden der Fernsehserie Task Force Police dar. Mitte der 1970er Jahre bis einschließlich 1981 verfasste er Drehbücher für Episoden einiger Fernsehserien wie Rogue's Rock oder The Paper Lads. 1977 war er für das Screenplay für den Film Justine – Grausame Leidenschaften zuständig. Von 1997 bis 1999 war er in der Rolle des Angus Hart in insgesamt 109 Episoden der Fernsehserie Family Affairs zu sehen.
Von 1970 bis zu seinem Tod war er mit der Schauspielerin Yvonne Quenet verheiratet, mit der er drei Kinder hat. Er verstarb am 12. November 2019 im Alter von 80 Jahren.

## Filmografie

### Schauspiel
- 1960: The Haunted House (Fernsehserie, Episode 1x01)
- 1961: Das Schlitzohr (On the Fiddle)
- 1963: Kidnapped (Mini-Serie, 11 Episoden)
- 1963: Emergency-Ward 10 (Fernsehserie, Episode 1x624)
- 1964: Die Kinder der Verdammten (Children of the Damned)
- 1964: Becket
- 1964: The Protectors (Fernsehserie, Episode 1x05)
- 1964: Doctor Who (Fernsehserie, 4 Episoden)
- 1964: Story Parade (Fernsehserie, Episode 1x13)
- 1964: The Old Wives' Tale (Fernsehserie, 2 Episoden)
- 1964: Gideon's Way (Fernsehserie, Episode 1x03)
- 1966: Dr. Finlay's Casebook (Fernsehserie, Episode 4x14)
- 1966: Redcap (Fernsehserie, Episode 2x03)
- 1967: Emergency-Ward 10 (Fernsehserie, 55 Episoden)
- 1969: Department S (Fernsehserie, Episode 2x14)
- 1969–1975: Task Force Police (Z Cars) (Fernsehserie, 220 Episoden)
- 1976: A Tyneside Entertainment: A History of the Geordie Speaking Peoples (Fernsehfilm)
- 1976: Reise der Verdammten (Voyage of the Damned) (Fernsehfilm)
- 1976: Dame of Sark (Fernsehfilm)
- 1977: Justine – Grausame Leidenschaften (Cruel Passion)
- 1977–1978: The Paper Lads (Fernsehserie, 2 Episoden)
- 1977–1981: When the Boat Comes In (Fernsehserie, 4 Episoden)
- 1978: Blake’s 7 (Fernsehserie, Episode 1x06)
- 1978: Crown Court (Fernsehserie, Episode 7x55)
- 1978: Simon Templar – Ein Gentleman mit Heiligenschein (Return of the Saint) (Fernsehserie, Episode 1x12)
- 1980: Our John Willie (Mini-Serie, 4 Episoden)
- 1980: Premiere (Fernsehserie, Episode 4x04)
- 1981: Sorry! (Fernsehserie, Episode 1x02)
- 1981: Burning an Illusion
- 1983: Skorpion (Mini-Serie, 3 Episoden)
- 1986: The Golden Dolphin
- 1986: New World (Fernsehfilm)
- 1991: Das schwarze Samtgewand (The Black Velvet Gown)
- 1992: Spender (Fernsehserie, Episode 2x03)
- 1992: True Crimes (Fernsehserie, Episode 1x06)
- 1993: Harry (Fernsehserie, Episode 1x04)
- 1994: In Suspicious Circumstances (Fernsehserie, Episode 4x02)
- 1994: Strange But True? (Fernsehserie, 4 Episoden)
- 1995: The Bill (Fernsehserie, Episode 11x03)
- 1995: The Gambling Man (Mini-Serie, 3 Episoden)
- 1996: Dalziel und Pascoe – Mord in Yorkshire (Dalziel and Pascoe) (Fernsehserie, Episode 1x02)
- 1997: Ain't Misbehavin' (Fernsehserie, Episode 1x01)
- 1997–1999: Family Affairs (Fernsehserie, 109 Episoden)
- 2000: Harbour Lights (Fernsehserie, Episode 2x05)
- 2000: Badger (Fernsehserie, Episode 2x07)
- 2001: Gabriel & Me
- 2002: Alice
- 2004: Hellbreeder
- 2007: Tanner
- 2007: The Destiny of Britain
- 2007: Inside (Kurzfilm)
- 2008: Cold Earth
- 2009: Murder by Appointment (Kurzfilm)
- 2010: F – London Highschool-Massaker (F)
- 2011: Losing the Plot (Fernsehfilm)
- 2011: Paladin – Der Drachenjäger (Dawn of the Dragonslayer)
- 2012: Run for Your Wife
- 2012: St Anne’s Chapel (Kurzfilm)
- 2012: The Echoes of Empire
- 2013: Willowshade (Kurzfilm)
- 2013: A Voice to Die For (Kurzfilm)
- 2013–2014: Doctor Who Online Adventures (Fernsehserie, 2 Episoden)
- 2014: The Sins of Our Fathers (Kurzfilm)
- 2014: Extended Rest (Kurzfilm)
- 2014: Shadows of a Stranger
- 2014: Planetfall
- 2015: England and the Road to Modernity (Mini-Serie, Episode 1x04)
- 2016: The Cat of Bubastes (Kurzfilm)
- 2016: Le Sequel
- 2016: Magna Carta UNLOCKED
- 2018: Summer Can Wait

### Drehbuch
- 1976: Rogue's Rock (Fernsehserie, 4 Episoden)
- 1977: Justine – Grausame Leidenschaften (Cruel Passion)
- 1977–1978: The Paper Lads (Fernsehserie, 5 Episoden)
- 1977–1979: Horse in the House (Fernsehserie, 3 Episoden)
- 1979: Play for Today (Fernsehserie, Episode 10x09)
- 1981: The House on the Hill (Fernsehserie, 2 Episoden)

### Synchronisation
- 2011: Early Shakespeare: A Midsummer Night's Dream (Videospiel)
- 2012: Early Shakespeare: Romeo & Juliet (Videospiel)